# Deiner Córdoba
Pour les articles homonymes, voir Córdoba.
Deiner Córdoba, né le 21 avril 1992 à Pueblo Rico (Risaralda, Colombie), est un footballeur colombien. Il joue au poste de milieu défensif avec l'équipe colombienne du Deportivo Pereira.

## Biographie

### En club
Deiner Córdoba commence le football dans le club du Deportivo Pereira. 
Le 8 mars 2009, il débute en équipe professionnelle en Copa Mustang contre Santa Fe CD (1-2) en étant titulaire.

### En équipe nationale
En mars 2009, il participe au Championnat des moins de 17 ans de la CONMEBOL 2009 où il participe à 6 matchs, la Colombie termine à la quatrième place du tournoi.
En octobre 2009, Deiner participe à la Coupe du monde des moins de 17 ans au Nigeria, il y dispute 6 matchs pour inscrire un but contre les Pays-Bas. La Colombie fait un bon parcours et termine à la quatrième place du tournoi.

## Palmarès

### En équipe

#### En sélection nationale
- Colombie - 17 ans
  - Championnat des moins de 17 ans de la CONMEBOL
    - Quatrième : 2009.

  - Coupe du monde - 17 ans
    - Quatrième : 2009.

## Statistiques
| Saison | Club              | Pays         | Championnat | Coupes nationales | Coupes d’Europe | Sélection Colombie |
| ------ | ----------------- | ------------ | ----------- | ----------------- | --------------- | ------------------ |
| 2009   | Deportivo Pereira | Copa Mustang | 10 matchs   | -                 | -               | -                  |

Dernière mise à jour le 28 novembre 2009